# Isabelle Collet

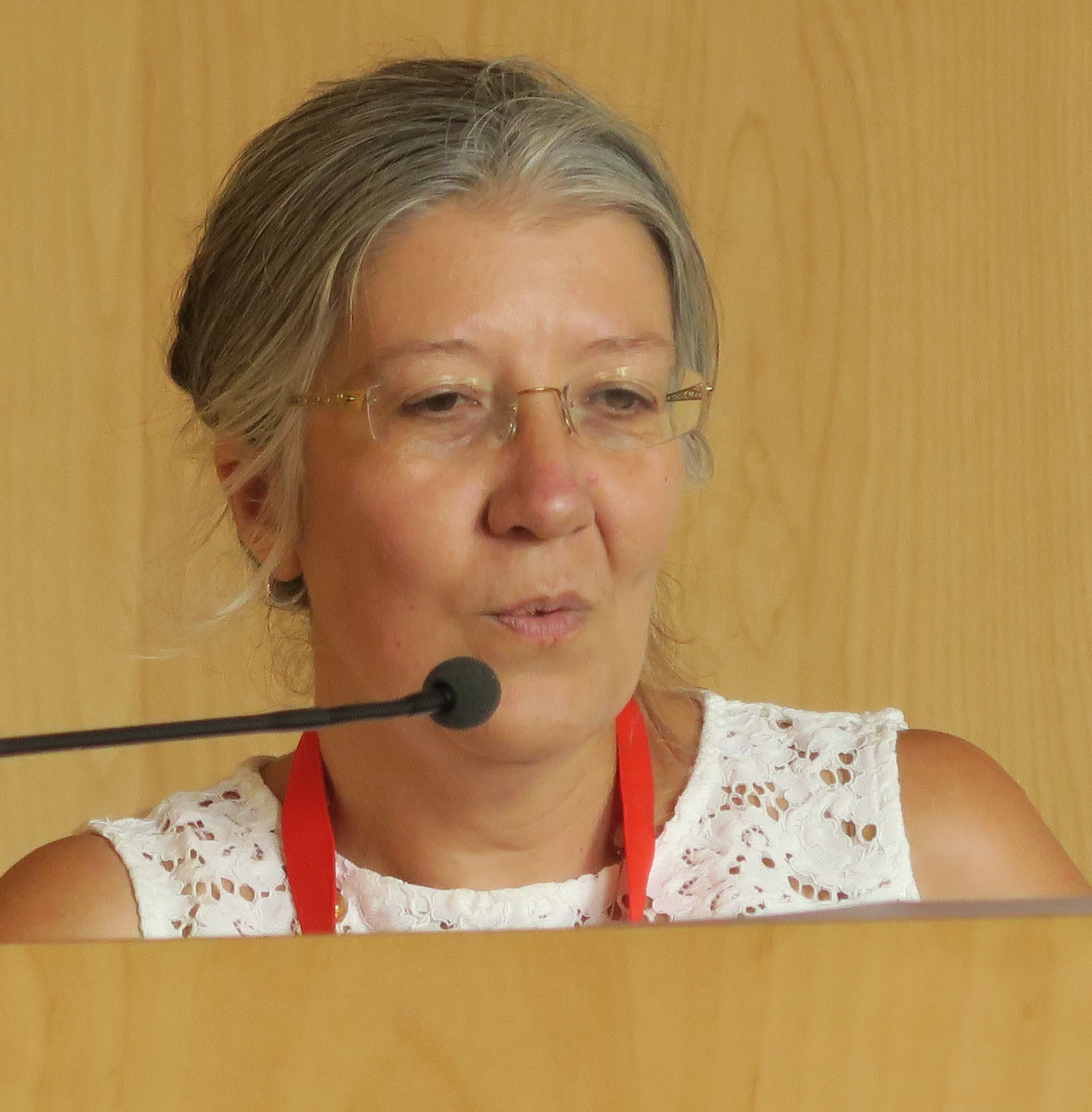
Isabelle Collet

Isabelle Collet geborene Isabelle Schuh (* 17. März 1969) ist eine französische Informatikerin und Professorin für Erziehungswissenschaften an der Universität Genf. Sie interessiert sich für Geschlechterfragen und die Diskriminierung von Frauen in der Informatik und den Naturwissenschaften.

## Leben
1991 erwarb Isabelle Collet ein Diplom in digitaler Bildverarbeitung. Im Jahr 2005 verteidigte sie ihre Doktorarbeit in Erziehungswissenschaften unter der Leitung von Nicole Mosconi an der Universität Paris-Nanterre mit dem Titel "La masculinisation des études informatiques : savoir, pouvoir et genre" (Die Maskulinisierung der Informatik: Wissen, Macht und Geschlecht). Sie veröffentlichte ihre Dissertation 2006 bei L'Harmattan und wurde 2007 mit dem Marcelle-Blum-Stipendium der Académie des sciences morales et politiques ausgezeichnet.
Sie ist außerordentliche Professorin für Erziehungswissenschaften an der Universität Genf und leitet das Forschungsteam Genre – Rapports intersectionnels, Relation éducative (G-RIRE).

## Forschung
Sie stellt fest, dass die Zahl der Frauen in der Informatik seit den späten 1970er Jahren drastisch zurückgegangen ist. Im Jahr 2018 ist die IT neben der Luftfahrt eine der am stärksten von Männern dominierten Branchen. Isabelle Collet erklärt diesen Rückgang mit drei kombinierten Phänomenen. In den 1980er Jahren war der Beruf des Informatikers ein gering geschätzter tertiärer Beruf. Es gab viele Wissenschaftlerinnen. Als die Datenverarbeitung an Ansehen gewann, wurde sie zu einem Männerberuf. Als die ersten Mikrocomputer in die Haushalte kamen, waren es die Jungen, die damit ausgestattet wurden, zum Nachteil der Mädchen. In Frankreich startete die Regierung von Laurent Fabius 1985 einen Computerplan für alle. Mathematiklehrerinnen und -lehrer haben es in die Hand genommen. Dadurch wurde die Informatik mit Mathematik und Technik und somit mit männerdominierten Bereichen in Verbindung gebracht. Außerdem begünstigte die Science-Fiction-Phantasie die Maskulinisierung dieses Sektors. Um dieses Ungleichgewicht auszugleichen, haben einige Informatikhochschulen Quoten eingeführt. Isabelle Collet hat sich im Rahmen ihrer Forschungsarbeiten über die Diskriminierung von Frauen in Naturwissenschaft und Technik mit Fragen der Koedukation von Jungen und Mädchen und der Gleichstellung in den Erziehungswissenschaften befasst.
Im Jahr 2012 gründete sie die Association de recherche sur le genre en éducation et formation (ARGEF) (Arbeitsgemeinschaft für Genderforschung in der allgemeinen und beruflichen Bildung). Im Jahr 2017 gründete sie die Zeitschrift GEF: Genre, éducation, formation.
Isabelle Collet ist außerdem zusammen mit David Collet Autorin der Fantasy-Serie Nephilim: le chant de la terre. Gemeinsam mit dem Autor und Verleger Phiip veröffentlichte sie 2017 das Buch Seximsme Man contre le seximsme.

## Wissenschaftliche und redaktionelle Verantwortung
- Gründerin und Vorsitzende der Association de recherche sur le genre en éducation et formation (ARGEF), seit 2012[7]
- Co-Direktorin der Zeitschrift GEF: Genre, éducation, formation, seit 2017[2]
- Vizepräsidentin des Verwaltungsrats von INSA Lyon für den Zeitraum 2018–2022[2]

## Wissenschaftliche Veröffentlichungen
- L'informatique a-t-elle un sexe? hackers, mythes et réalités, Paris, L'Harmattan, 2006, 312 S. (ISBN 2-296-01480-1)
- Comprendre l'éducation au prisme du genre : théories, questionnements, débats, Genf, Université de Genève, 2014
- L'école apprend-elle l'égalité des sexes ? : pour combattre les inégalités à l'école, Paris, Belin, 2016, 79 S. (ISBN 978-2-7011-9595-7)
- Seximsme man contre le seximsme, Lyon, Lapin, 2017, 63 S. (ISBN 978-2-918653-95-0)
- mit Annie Lechenet und Mireille Baurens, Former à l'égalité : défi pour une mixité véritable, Paris, L'Harmattan, 2016, 321 S. (ISBN 978-2-343-09242-3)
- mit Chantal Morley, Femmes et métiers de l'informatique : un monde pour elles aussi, Cahiers du genre, 2017
- Les oubliées du numérique, Paris, Le Passeur, 2019, 224 S. (ISBN 978-2-36890-705-4)

## Auszeichnungen
- 2007: Marcelle Blum-Stipendium der Académie des sciences morales et politiques für L'informatique a-t-elle un sexe?[10]
- 2012: Ritter des Verdienstordens Ordre national du Mérite[11]
- 2021: Ehrenmitglied der Société informatique de France (SIF)[12]